# Іспанське завоювання інків

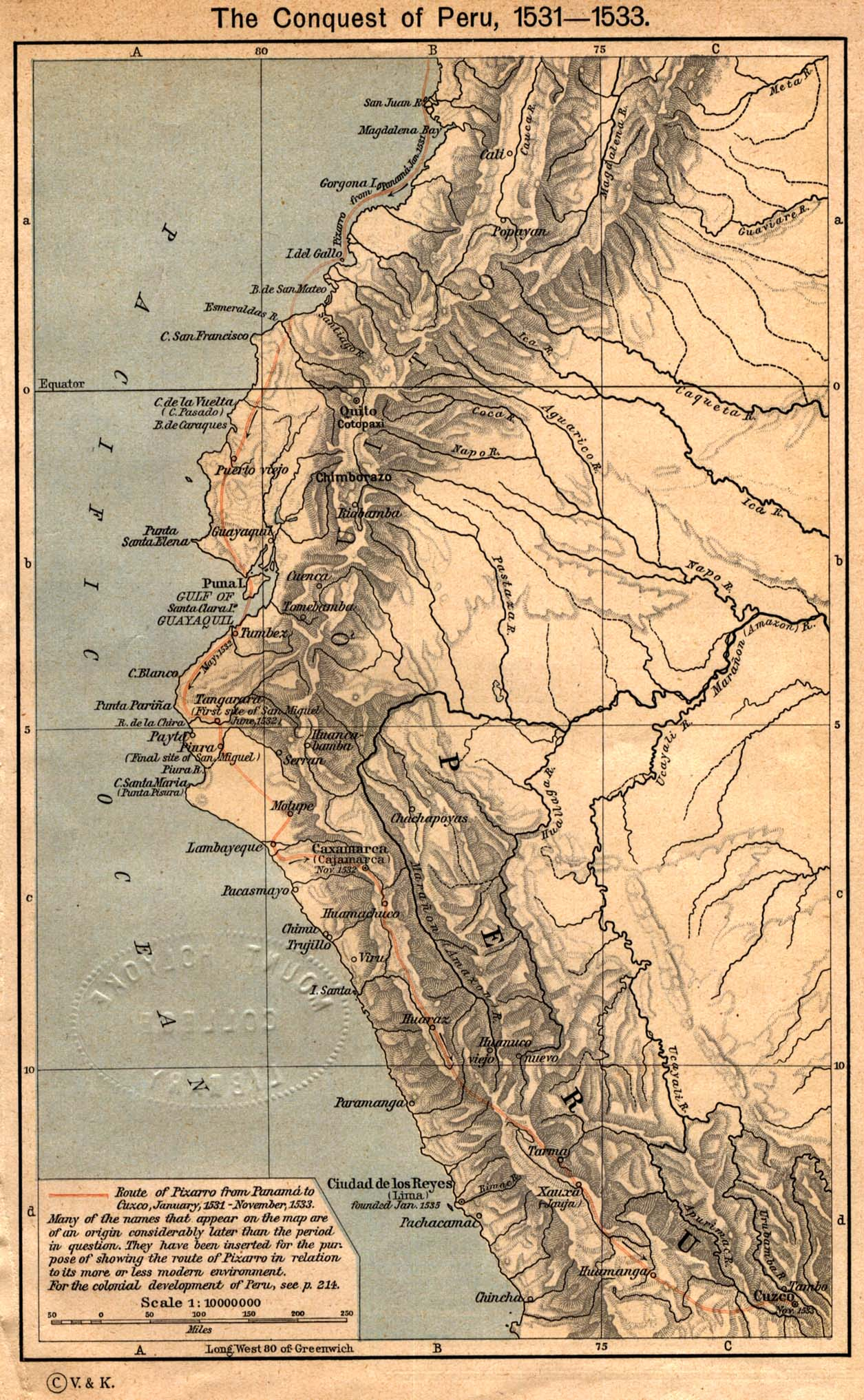
Шлях завоювання імперії інків Пісарро та його конкістадорами.

Інки жили в Андах, на території Перу, Чилі, Еквадору і  Болівії. Вони створили величні міста Куско, Кіто і Мачу-Пікчу. Хоча іспанцям було вигідно представляти інків, як неписьменні племена, пізніші дослідження показали, що інки мали власну писемність і літопис (див. Кіпу).
Чисельність інків і підвладних їм народів (кечуа, аймара) досягала 10 мільйонів, з яких 200 тисяч служили в армії. Коли Франсиско Пісарро з'явився в Південній Америці, в державі інків йшла усобиця, в якій переміг принц Атауальпа. Індіанці зустріли білих людей з великою привітністю і гостинністю.
Незабаром Пісарро повернувся до  Панами. Губернатор не був зацікавлений у пропозиціях авантюриста відправити військо на завоювання інків. Однак той відплив до Іспанії і домігся аудієнції у  Карла V. Монарх оголосив конкістадора генерал-капітаном і дав йому невелике військо. Пісарро отримав 3 легких вітрильники, 67 кавалеристів, озброєних піками і мечами, 157 піхотинців — списоносців і мечників, 20 далекобійних арбалетників, всього 3 солдати з вогнепальною зброєю і 2 артилерійські гармати.
Конкістадори зайняли кілька міст, але дорогу їм заступило військо інків. Іспанці вчинили на рідкість підступно. Вождь інків Атауальпа (по суті, узурпатор, який прийшов до влади в результаті збройної боротьби за владу зі своїм братом Уаскаром після смерті батька Уайна Капака) був викликаний на переговори. Пісарро зловив вождя інків і зажадав за нього викуп у цілу кімнату площею 35 м², заповнену до стелі золотом. Наказ був виконаний, але Пісарро задушив вождя. Конкістадори взяли Куско і поставили там маріонеткового правителя  Манко Інку.
Завойовники на чолі з Дієго де Альмагро дійшли до землі, названої Чилі (холодна). Наслідки цієї розбійницької експедиції були трагічними для корінних народів: за півстоліття населення Перу і Чилі зменшилася в 5 разів. Це було викликано не тільки винищенням населення іспанцями, але й хворобами, занесеними завойовниками. Колонізатори, навпаки, дуже виграли від своїх завоювань: в Іспанію потекло золото, срібло, в Європу були завезені невідомі овочі — кукурудза, томат та какао-боби.